# Clube do Remo
Il Clube do Remo, noto anche semplicemente come Remo, è una società calcistica brasiliana con sede nella città di Belém, capitale dello stato del Pará.

## Storia
Il Clube do Remo è stato fondato il 5 febbraio 1905 come Grupo do Remo. I fondatori, prima di fondare il Remo, avevano lasciato lo Sport Club do Pará. Il 14 febbraio 1908, il Remo fu chiuso, dopo l'assemblaggio generale del club. Il 29 marzo 1908, i partner del Remo e dello Sport Club do Pará fecero un accordo, e il Remo era fallito ufficialmente nel 1908. Il 15 agosto 1911, il Remo è stato riorganizzato in seguito a un'iniziativa di Antonico Silva, Cândido Jucá, Carl Schumann, Elzaman Magalhães, Geraldo Motta, Jayme Lima, Norton Corllet, Oscar Saltão, Otto Bartels e Palmério Pinto.
Nel 1950, il Remo ha tenuto un tour in Venezuela su invito della federazione calcistica del paese per competere Torneo Internazionale di Caracas, che, secondo alcune pubblicazioni, potrebbe essere stato il precursore della Coppa del Mondo per i piccoli, giocata tra gli anni 50 e 60. La squadra ha giocato cinque partite, ottenendo quattro vittorie (La Salle, Unión, Military School e Deportivo Italia) e solo una sconfitta, con il Loyola, considerato la maggiore forza del calcio venezuelano all'epoca. Il Remo è ancora alla ricerca del riconoscimento ufficiale del titolo da parte della CONMEBOL. Se accettato, sarà il primo titolo internazionale nella storia del club.
Il Remo ottenne anche buoni risultati nelle competizioni nazionali. Le sue campagne più importanti furono il 7º posto nel Campeonato Brasileiro Série A nel 1993 e le semifinali della Coppa del Brasile nel 1991 – questi risultati rappresentano la migliore campagna di una squadra del Nord nella storia di entrambe le competizioni. L'ultima partecipazione del club alla massima serie brasiliana risale al campionato di Série A 1994.
Nel 2005, il club vinse il Campeonato Brasileiro Série C. Questo è stato il primo titolo nazionale del club. Il club possiede anche tre Taça Norte e 1 Torneio Norte-Nordeste, oltre ad essere uno dei più grandi vincitori dello stato.

## Palmarès

### Competizioni nazionali
- Campeonato Brasileiro Série C: 1

2005

### Competizioni regionali
- Copa Verde: 1

2021

### Competizioni statali
- Campionato Paraense: 48

1913, 1914, 1915, 1916, 1917, 1918, 1919, 1924, 1925, 1926, 1930, 1933, 1936, 1940, 1949, 1950, 1952, 1953, 1954, 1960, 1964, 1968, 1973, 1974, 1975, 1977, 1978, 1979, 1986, 1989, 1990, 1991, 1993, 1994, 1995, 1996, 1997, 1999, 2003, 2004, 2007, 2008, 2014, 2015, 2018, 2019, 2022, 2025

### Altri piazzamenti
- Campeonato Brasileiro Série B:

Secondo posto: 1971, 1984
Terzo posto: 1981, 1989
- Campeonato Brasileiro Série C:

Secondo posto: 2020
- Campeonato Brasileiro Série D:

Terzo posto: 2015
- Coppa del Brasile:

Semifinalista: 1991
- Copa Norte:

Finalista: 1997
Semifinalista: 2002
- Copa Verde:

Finalista: 2015, 2020
Semifinalista: 2014, 2016, 2023, 2024